# コロニア・ローマ
コロニア・ローマ（スペイン語: Colonia Roma）あるいはローマ地区は、メキシコシティのクアウテモクの地区名で、メキシコシティ歴史地区から見て西に位置する。行政上はひとつの地区（コロニア）ではなく、コアウィラ通りを境にして北のローマ・ノルテと南のローマ・スルの2つの地区に分かれている。
20世紀はじめのポルフィリオ・ディアス大統領時代に上流階級のための地区として計画されたが、1940年代になると徐々に衰えて中流階級の地区となり、1985年のメキシコ地震以後はさらに衰退した。2000年代以後、ジェントリフィケーションによる回復が進んでいる。
ローマおよび隣接するコンデサ地区はメキシコシティにおけるヒップスター・サブカルチャーの震源地として知られる。また食に関してはポランコ地区のライバルである。住宅のほかにレストラン、バー、クラブ、商店、カルチャーセンター、教会、ギャラリーなどが立ちならぶ。建物の多くは20世紀はじめのディアス時代以来のアール・ヌーボーまたは新古典主義建築の様式を持つ。ローマ＝コンデサ地区は2011年にメキシコシティの21の「バリオ・マヒコ」（魔法の地区）のひとつに選ばれた。

## 概要

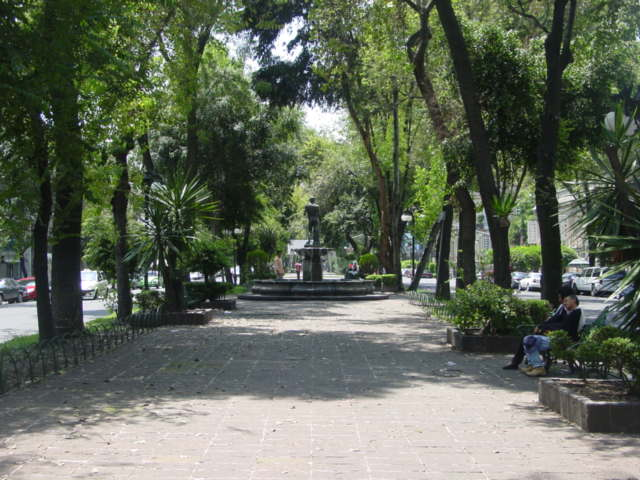
アルバロ・オブレゴン通りの公園化された中央分離帯

ローマ地区の北はチャプルテペク通りを境として繁華街ソナ・ロサのあるフアレス地区に接する。西はインスルヘンテス通りとベラクルス通りを境としてコンデサ地区に接する。東はクアウテモク通りでドクトレス地区に接する。南はミゲル・アレマン通りをベニート・フアレスとの境とする。
公式にはコアウィラ通りを境としてその北のローマ・ノルテと南のローマ・スルの2つの地区に分かれている。
最大の通りはアルバロ・オブレゴン通りであり、週末には芸術作品や古物やグッズを売る人々が集まる。
北部にはスペインのマドリードのシベーレス広場の噴水のレプリカがあり、その周辺に流行の店が集まっている。

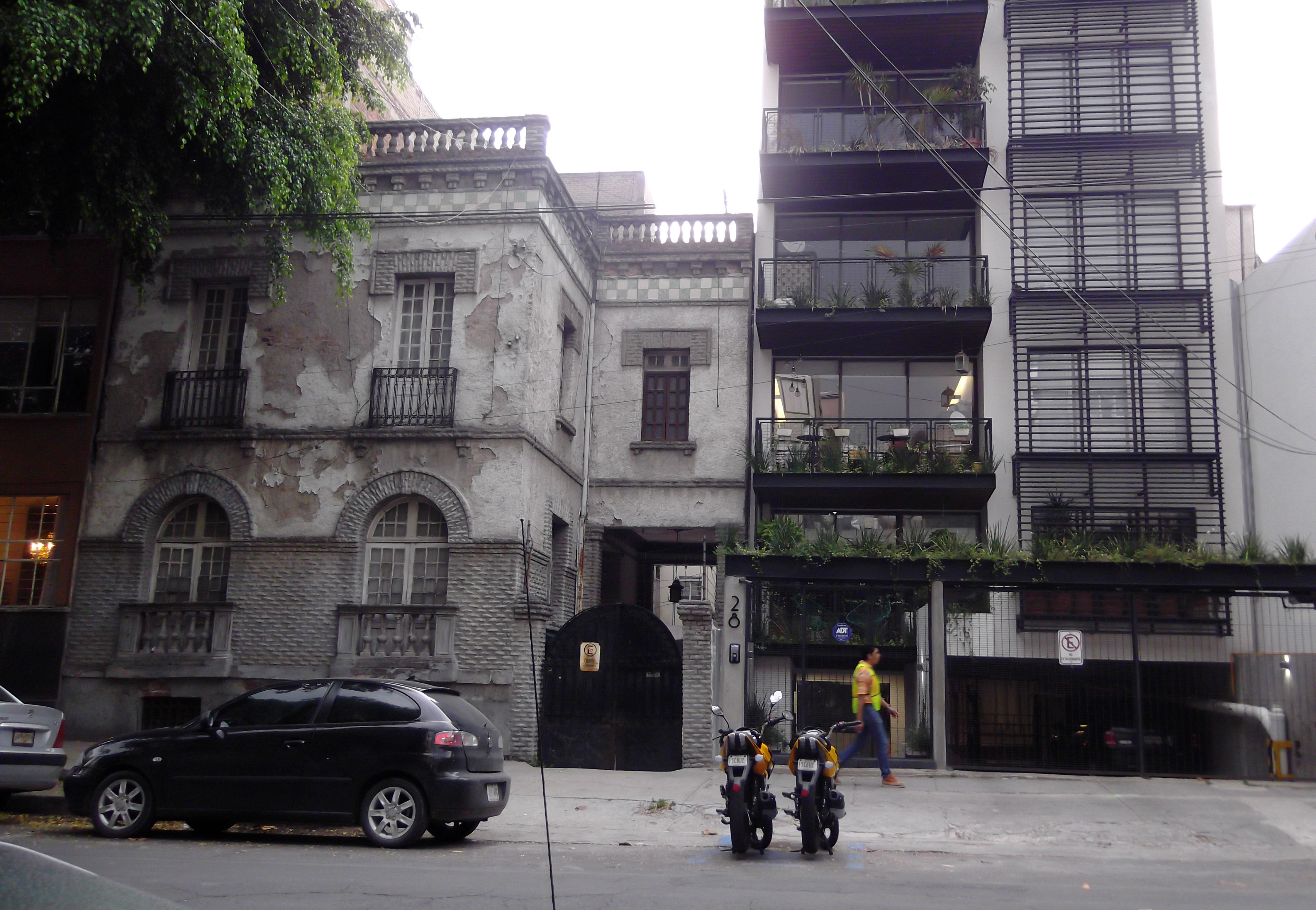
古い荒れた建物と現代のビル

ローマ地区は19世紀末から20世紀はじめにかけて上流階層がヨーロッパ風の邸宅を建てた場所のひとつである。ほかの地域と同様にこれらの邸宅の多くは消え去ったが、ローマ地区では保存状態がほかの地域よりもよく、今も1930年代以前の建物が約1,100残っていると推定されている。これらの建物は新コロニアル様式（植民地時代のメキシコの建物を模倣したもの）やアール・デコ建築もあるが、多くは当時流行したフランス・ローマ・ゴシック・ムーア建築の要素の折衷様式である。パコ・スタンリーはここに住み、オフィスとしても使った。しかし1950年代以後に建てられた現代的なビルも多く、現在も建て替えは進行中である。新しい建物は古い建物よりも大きく重いため、周囲の地盤に影響を及ぼし、残る古い建物に被害を与えることがある。1990年代から古い建物をオフィス、商店、レストランなどとして使うことによって地区全体の景観を保とうとする努力が払われている。
ローマ地区を上流階級の町に戻そうとする努力が払われているが、今も劣化の問題は残り、多数のキャバレーや男性用クラブがあって、売春を支えてきた。管理されていない、あるいは放棄された建築物もあり、貧しい人々によって不法占拠されている。

## 居住者
2010年の人口はローマ・ノルテで27,770人、ローマ・スルで17,435人であった。
1930年代から1940年代にかけて、イディッシュ語を話す多数のユダヤ人がメキシコシティの中心部からローマ＝コンデサ地区に移住してきた。今日ではユダヤ博物館、文書館、シナゴーグ、コシェルの惣菜屋などがある。ただし1950年代以降ユダヤ人たちはさらに西へと移住し、そちらがユダヤ人コミュニティの本拠になっている。
1990年代以後、35人ほどのきわめて貧しいオトミ族の小さなコミュニティがあり、その多くは放棄された建物を不法占拠している。

## 芸術・文化

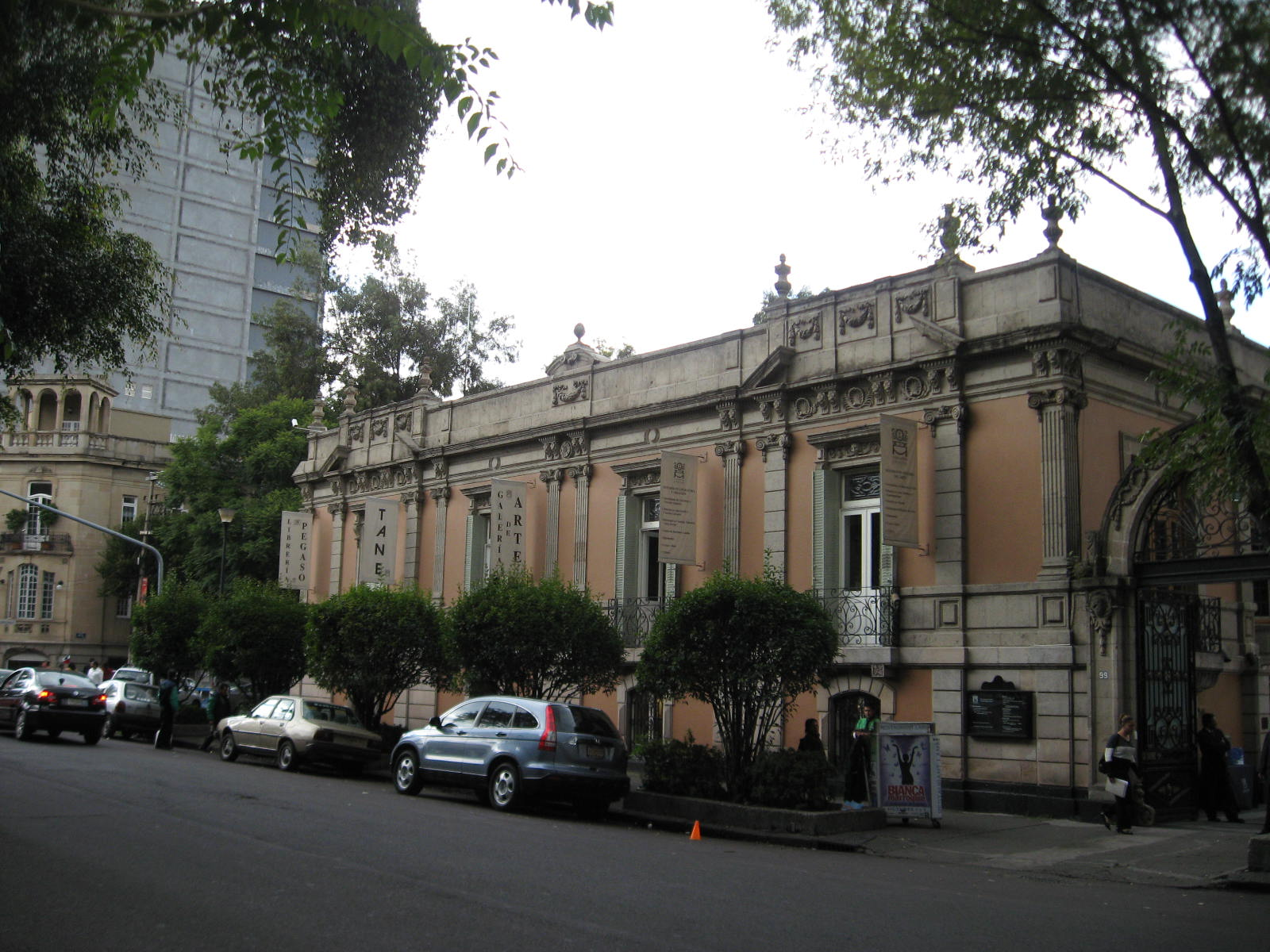
カサ・ラム

コリマ通りには数多くのギャラリーがある。一帯はまたアメリカ合衆国や世界に出ようとする中南米の芸術家を引き寄せている。
カサ・ラム文化センターは20世紀はじめの邸宅を修復活用するプロジェクトの一環として、1994年にオープンした。1911年に建てられた邸宅の中に展示スペースとレストランが設けられている。
カサ・ウニベルシタリア・デル・リブロ（大学の本の家）は1920年代に建てられた建物で、1986年以降この建物はメキシコ国立自治大学(UNAM)に貸し出されており、UNAM関係の書籍の販売に特化した書店になっている。特定の大学の学術的著書を専門に売る書店としてはメキシコ唯一のものである。
サグラダ・ファミリア教会はロマネスク・リヴァイヴァル建築またはゴシック・リヴァイヴァル建築に分類され、メキシコ人のマヌエル・ゴロスペの設計で1910-1912年に主要部分が建てられた鉄筋コンクリート製の建物である。1920年代にイエズス会士で画家のゴンサレス・カラスコが内部を壁画で飾り、またクリステロ戦争期の1927年にプルタルコ・エリアス・カリェスによって処刑されたイエズス会士で殉教者とされるミゲル・プロの遺物も残されている。
ヌエストラ・セニョーラ・デル・ロサリオ教会はゴシック・リヴァイヴァル建築様式で1920-1930年にかけて建てられた比較的新しい建物だが、記録によれば1911年に計画されたがメキシコ革命のために遅れていたもので、ディアス時代の建物と共通度が高い。

## 歴史

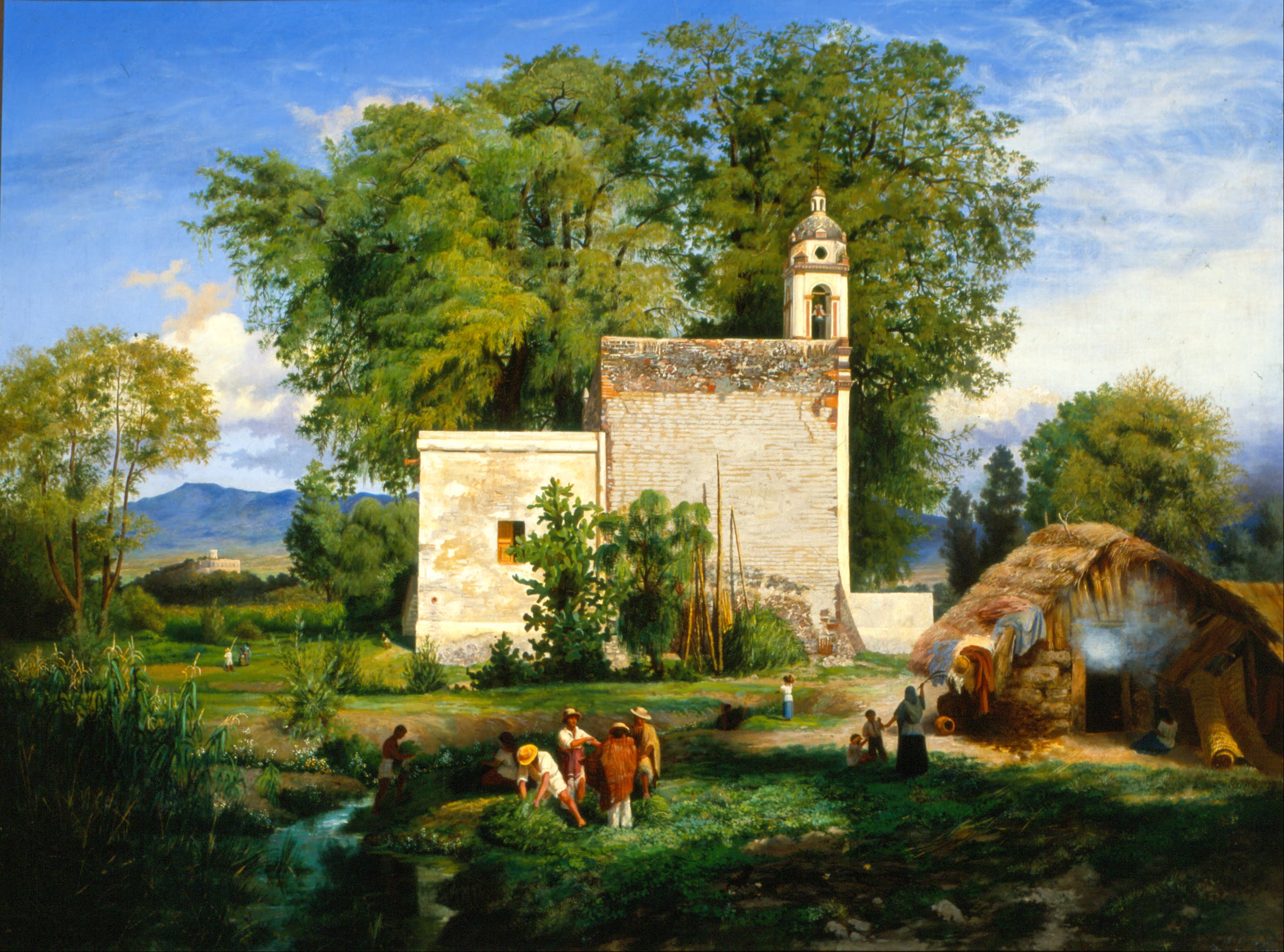
「サンクリストバル・ロミータの風景」（ルイス・コト画、1857年）。左の遠景にチャプルテペク城が見える

スペイン植民地化以前、この地はテスココ湖の浅瀬の一部であり、ところどころに島があって、島にはアスタカルコという小さな村があった。植民地時代になると湖は干拓された。18世紀にメキシコシティ中心部とチャプルテペクを結ぶ道路がこの近くを通っていたが、道路に多くの木があってイタリアのローマの道を連想させたため、道路とアスタカルコ村はともに「ラ・ロミータ」（小さなローマ）と呼ばれるようになった。この名前は文献上1752年に初出する。
19世紀末から20世紀はじめにかけて、メキシコシティ中心部の西に位置するこの地域は、中心部の劣化から逃がれる場所を探していた富裕層のための「近代的」地区に変化した。1900年代から1950年代にかけて「貴族的」「ヨーロッパ的」な地域としての名声は頂点に達した。しかし富裕層が新しい地区へと去る現象はすでに1940年代から見え、1950年代にはじまる都市化問題を避けてこの現象が進んだ。1960年代から1970年代にかけてさらに劣化が進み、古い邸宅は現代的な商用ビルに取ってかわられた。1985年のメキシコ地震はローマ地区に広範な被害をもたらし、とくに新しい商用ビルやアパートで被害が大きかった。それ以後、この地域の建築物を保護し、かつての評判を取りもどそうとする努力が払われ、いくつかの成果を得た。現在では若い世代の芸術家・作家・ヒップスターらが集まり、家賃は上がりつつある。

## 大衆文化
- 1950年のルイス・ブニュエルの映画『忘れられた人々』はローマ地区のラ・ロミータで撮影された[11]。
- 2018年のアルフォンソ・クアロンの映画『ROMA/ローマ』は1970年代のローマ地区を舞台としている[22]。